# تشارلز بلنت
تشارلز بلنت (بالإنجليزية: Charles Blunt)‏ هو سياسي أسترالي، ولد في 19 يناير 1951 في سيدني في أستراليا. حزبياً، نشط في الحزب الوطني الأسترالي. وقد انتخب عضو مجلس النواب الأسترالي عن دائرة ريتشموند ‏ (18 فبراير 1984 – 24 مارس 1990).